# Euphyia fosteri
Euphyia fosteri là một loài bướm đêm trong họ Geometridae.